# Embeth Davidtz
Embeth Davidtz, née le 11 août 1965 à Lafayette, dans l'Indiana, aux (États-Unis), est une actrice et réalisatrice américano-sud-africaine.
Elle est principalement connue grâce aux films Evil Dead 3 (Army of Darkness), La Liste de Schindler, dans lequel elle incarne Helen Hirsch, Le Témoin du mal, dans lequel elle aide Denzel Washington à combattre un démon, L'Homme bicentenaire, Junebug, où elle interprète une directrice d'art et belle-sœur par alliance d'Amy Adams, et La Faille, où elle joue l'épouse d'Anthony Hopkins.
Elle a également tenu des rôles récurrents dans les séries Californication et Mad Men.
En 2024, Davidtz a fait ses débuts en tant que réalisatrice avec Don’t Let’s Go to the Dogs Tonight, une adaptation du best-seller du même nom d'Alexandra Fuller qui raconte son enfance dans une ferme en Rhodésie, aujourd’hui le Zimbabwe. Le film sera projeté au Festival international du film de Toronto (TIFF) 2024.

## Biographie

### Jeunesse
Davidtz est née à Lafayette, dans l'Indiana, de parents sud-africains, John et Jean, alors que son père étudiait le génie chimique à l'Université Purdue. La famille a ensuite déménagé à Trenton, dans le New Jersey, puis en Afrique du Sud quand Davidtz avait neuf ans. Davidtz a des origines néerlandaise, anglaise et française. Elle a dû apprendre l'afrikaans avant de suivre des cours à l'école en Afrique du Sud, où son père a pris un poste d'enseignant à l'Université de Potchefstroom. Davidtz a obtenu son diplôme de The Glen High School à Pretoria en 1983 et a étudié à l'Université de Rhodes à Grahamstown.

## Filmographie

### Cinéma
- 1989 : Coup de griffe mortel (Mutator), de John R. Bowey : Jennifer
- 1990 : Sweet Murder, de Percival Rubens : Laurie Shannon
- 1992 : Nag van die 19de, de Koos Roets
- 1992 : Evil Dead 3 (Army of Darkness) de Sam Raimi : Sheila (VF : Marie-Laure Beneston)
- 1993 : La Liste de Schindler (Schindler's List), de Steven Spielberg : Helen Hirsch (VF : Brigitte Berges)
- 1995 : Meurtre à Alcatraz (Murder in the First), de Marc Rocco : Mary McCasslin (VF : Odile Cohen)
- 1996 : Matilda, de Danny DeVito : Miss Jennifer 'Jenny' Honey[4] (VF : Dominique Westberg)
- 1998 : Le Témoin du mal (Fallen), de Gregory Hoblit : Gretta Milano
- 1998 : The Gingerbread Man, de Robert Altman : Mallory Doss (VF : Isabelle Gardien)
- 1999 : Simon le magicien (Simon Magus), de Ben Hopkins : Leah
- 1999 : Mansfield Park, de Patricia Rozema : Mary Crawford
- 1999 : L'Homme bicentenaire (Bicentennial Man), de Chris Columbus : Little Miss Amanda Martin / Portia Charney
- 2001 : Le Journal de Bridget Jones (Bridget Jones's Diary), de Sharon Maguire : Natasha Glenville
- 2001 : The Hole, de Nick Hamm : Dr. Philippa Horwood (VF : Martine Irzenski)
- 2001 : 13 fantômes (Thir13en Ghosts), de Steve Beck : Kalina Oretzia
- 2002 : Le Club des empereurs (The Emperor's Club), de Michael Hoffman : Elizabeth (VF : Anne Canovas)
- 2005 : Junebug, de Phil Morrison : Madeleine
- 2007 : La Faille (Fracture), de Gregory Hoblit : Jennifer Crawford (VF : Catherine Hamilty)
- 2008 : Fragments (Winged Creatures), de Rowan Woods : Joan Laraby (VF : Anne Bédard[5])
- 2010 : 3 Backyards (en), d'Eric Mendelsohn : L'actrice
- 2011 : Millénium : Les Hommes qui n'aimaient pas les femmes (The Girl with the Dragon Tattoo) de David Fincher : Annika Blomkvist
- 2012 : The Amazing Spider-Man, de Marc Webb : Mary Parker
- 2013 : Europa Report, de Sebastián Cordero : Dr Samantha Unger
- 2014 : The Amazing Spider-Man : Le Destin d'un héros (The Amazing Spider-Man 2) de Marc Webb : Mary Parker
- 2021 : Old de M. Night Shyamalan : Maddox adulte (VF : Isabelle Desplantes)
- 2023 : Retribution de Nimród Antal

### Télévision

#### Séries télévisées
- 1989 : Screen Two : Older Karen, 1 épisode
- 2001 : Citizen Baines : Ellen Baines Croland, 7 épisodes
- 2004 : Scrubs : Maddie, 1 épisode
- 2006, 2019 : Grey's Anatomy : Nancy Shepherd, 2 épisodes
- 2008 : En analyse (saison 1) : Amy, 8 épisodes
- 2009 : Californication  (saison 3) : Felicia Koons, 10 épisodes
- 2009 : Mad Men  (saison 3) : Rebecca Pryce, 8 épisodes
- 2016-2017 : Ray Donovan (saison 4 & 5) : Sonya Kovitzky
- 2019 : The Morning Show : Paige Kessler, 2 épisodes
- 2021 : Love, Victor : Mme Campbell, la mère de Benji, 1 épisode

#### Téléfilms
- 1992 : Union mortelle (ou Assurance sur la mort, Till Death Us Do Part) de Yves Simoneau : Katherine Palliko
- 1992 : Deadly Matrimony de John Korty : Dianne Masters
- 1997 : The Garden of Redemption de Thomas Michael Donnelly : Adriana
- 1999 : Last Rites de Kevin Dowling : Dr. Lauren Riggs